# 名誉人種
名誉人種（めいよじんしゅ）とは人種差別政策を行っている政権・制度下において、本来ならば差別されるはずの人種を、差別されない側の人種として扱う制度である。
名誉人種として扱われる理由にはいくつかあり、外交関係や経済関係など実益的な理由によって、特定の国籍を名誉人種とするものや、権力者と個人的に懇意にしている人物が特例として扱われるものなどがある。

## 主な例

### 南アフリカ
南アフリカ共和国で1948年から1994年まで実施されていたアパルトヘイト（アフリカーンス語で「分離」の意味）制度の下では、外国人を含めて、有色人種は総じて差別的な扱いを受けてきた。ただし印僑やカラードは議会の議席など、黒人には認められない一定の権利が認められ、有色人種の中でも待遇の違いがあった。
日本国籍を有する者は、1961年1月19日から、経済上の都合から「名誉白人」扱いとされていた。これは欧米諸国がアパルトヘイトを続ける南アフリカとの経済関係を人道的理由により縮小する一方で、日本は1980年代後半から南アフリカ共和国の最大の貿易相手国になっていたからである。国際的に孤立していた南アフリカと数少ない国交を持っていた中華民国（台湾）籍の者は白人として扱われた。また、香港からの華僑と華人も名誉白人と扱われた。ただしこれらの扱いはあくまで国策上の法的措置であり、民間における差別感情や、それにともなう差別行為が無かったわけではない。
1987年、国際社会がアパルトヘイトに反対して文化交流の禁止や経済制裁に動く中、日本は逆に南アフリカの最大の貿易相手国（アメリカ合衆国ドルベースの貿易額基準）となり、翌1988年2月5日に国連反アパルトヘイト特別委員会のガルバ委員長はこれに遺憾の意を表明した（ガルバ声明）。アパルトヘイトに対する国際的な非難と世界的な経済制裁が強まる中、南アフリカとの経済的交流を積極的に続ける日本の姿勢もまた批判の対象となり、1988年に国連総会で採択された「南アフリカ制裁決議案」の中で日本は名指しで非難された。
南アフリカにおける名誉白人という地位は日本国内においても問題視され、1988年の国会外務委員会においては、岩垂寿喜男が自らの質問の中で、三井物産の社内報「三井海外ニュース」の「ここ数年来、南アと日本との貿易は飛躍的に伸長し、それに伴い名誉白人は実質的白人になりつつある。最近は、多くの日本人が緑の芝生のある広々とした郊外の家に白人と親しみながら、そして日本人の地位が南ア白人一般の中において急速に向上していることはまことに喜ばしく、我々駐在日本人としても、この信頼にこたえるようさらに着実な歩みを続けたい。インド人は煮ても焼いても食えない狡猾(こうかつ)さがあり、中国人はひっそり固まって住み、カラードは粗暴無知、黒人に至ってははしにも棒にもかからない済度しがたい蒙昧の徒という印象が強い」という一節や、日本・南ア友好議員連盟幹事であった石原慎太郎による「アメリカでは黒人を使って能率が落ちている。黒人に一人一票やっても南アの行く先が混乱するだけだ」といった発言を取り上げた。岩垂は「名誉白人ということは決して名誉な称号ではないと思います」と、これらの言説を批判した。
一方で、19世紀のゴールドラッシュで苦力としてやってきた中国系移民もアパルトヘイトの対象となったものの、中国語を話す他の華僑や華人と見分けのつかないことから投票権を除いて事実上名誉白人に準じた扱いを享受していた曖昧な法的地位ゆえに、黒人経済権限付与計画や積極的差別是正措置が適用されず大きな問題となっていたが、2008年6月18日に南アフリカの高等裁判所において、中国系住民を黒人と同様に扱うという逆転的な名誉人種の適用を受けることとなった。

### ドイツ
ナチス・ドイツでは一部のユダヤ人などが名誉アーリア人として扱われ、ホロコーストなどからも除外されていた。また、当時ナチスは、『我が闘争』（アドルフ・ヒトラー著）に書いてある通り、アーリア人こそが至高だと考えるアーリアン学説を掲げており、アジア人を含む異色人種をアーリア人に次ぐ二流民族と差別していた。ヒトラーが若い頃に書いた『我が闘争』では日本人も差別対象に含まれていたが、三国同盟を結んで日本が友邦になると一転して日本人を名誉アーリア人として整合性を図った。

### その他
一方、平等を求める活動から逆に名誉黒人の称号を授与された白人の黒人権利擁護運動家などもいる。